# 格勒诺布尔第二大学
格勒诺布尔第二大学（法語：Université Grenoble 2 - Pierre Mendès France），是一所位于法国西南部罗纳-阿尔卑斯大区伊泽尔省，以社会人文类学科为主的综合性大学。格勒诺布尔第二大学设有完整的法国学位教育体系，拥有颁发大学技术文凭、学士文凭、硕士文凭和博士文凭的资格。从2016年1月1日起，学校并入格勒诺布尔-阿尔卑斯大学。

## 校区
学校校本部位于法国阿尔卑斯-罗纳大区伊泽尔省首府格勒诺布尔的卫星城圣马丁代尔。学校的大部分院系位于圣马丁代尔的大学城，部分院系位于格勒诺布尔市中心，并另外设有维也纳（Vienne）和瓦朗斯（Valence）2个校区。

## 院系设置

### 大学学院
法律学院（Faculté de Droit）
经济学院（Faculté d'Economie）
人文学院（UFR Sciences humaines）
社会人文学院（UFR Sciences de l'Homme et de la Société）

### 独立学院
瓦朗斯科技学院 Institut Universitaire de Technologie de Valence）
第二科技学院（格勒诺布尔市）Institut Universitaire de Technologie 2 de Grenoble
格勒诺布尔城市规划学院 Institut d'Urbanisme de Grenoble
企业管理学院（瓦朗斯市）IAE

## 专业设置

### 大学科技文凭专业
企业行政管理(GEA,gestion des entreprises et des administrations)
计算机科学（INFO,Informatique）
网络和电信（RT,Réseaux et Télécommunications ）
沟通技巧（TC,Technique de communication）

### 学士专业
法律、经济与管理学科（LICENCE DROIT ECONOMIE GESTION）：
法律专业（mention Droit）
法律语言专业（mention Droit langues）
公共管理专业（mention Administration publique）
管理学专业，汉语或者西班牙语方向（mention Gestion, parcours Mobilité internationale）
管理学专业，会计与金融方向（mention Gestiion, parcours Comptabilité et finance）
管理学专业，企业管理方向（mention Gestion, parcours Management et gestion des entreprises）
管理学专业，信息系统方向（mention Gestiion, parcours Systèmes d'information）
经济管理专业（mention Economie et gestion）
经济管理语言专业（mention Economie gestion langues）
社会人文科学学科（LICENCE SCIENCES HUMAINES ET SOCIALES）：
地理与布局专业（mention Géographie et aménagement）
教育学专业（mention Sciences de l'éducation）
历史专业（mention Histoire）
社会学专业（mention Sociologie）
心理学专业（mention Psychologie）
艺术史专业（mention Histoire de l'art）
音乐学专业（mention Musicologie）
应用数学与社会科学专业（mention Mathématiques appliquées et sciences sociales）
哲学专业（mention Philosophie）